# Beverly Hills

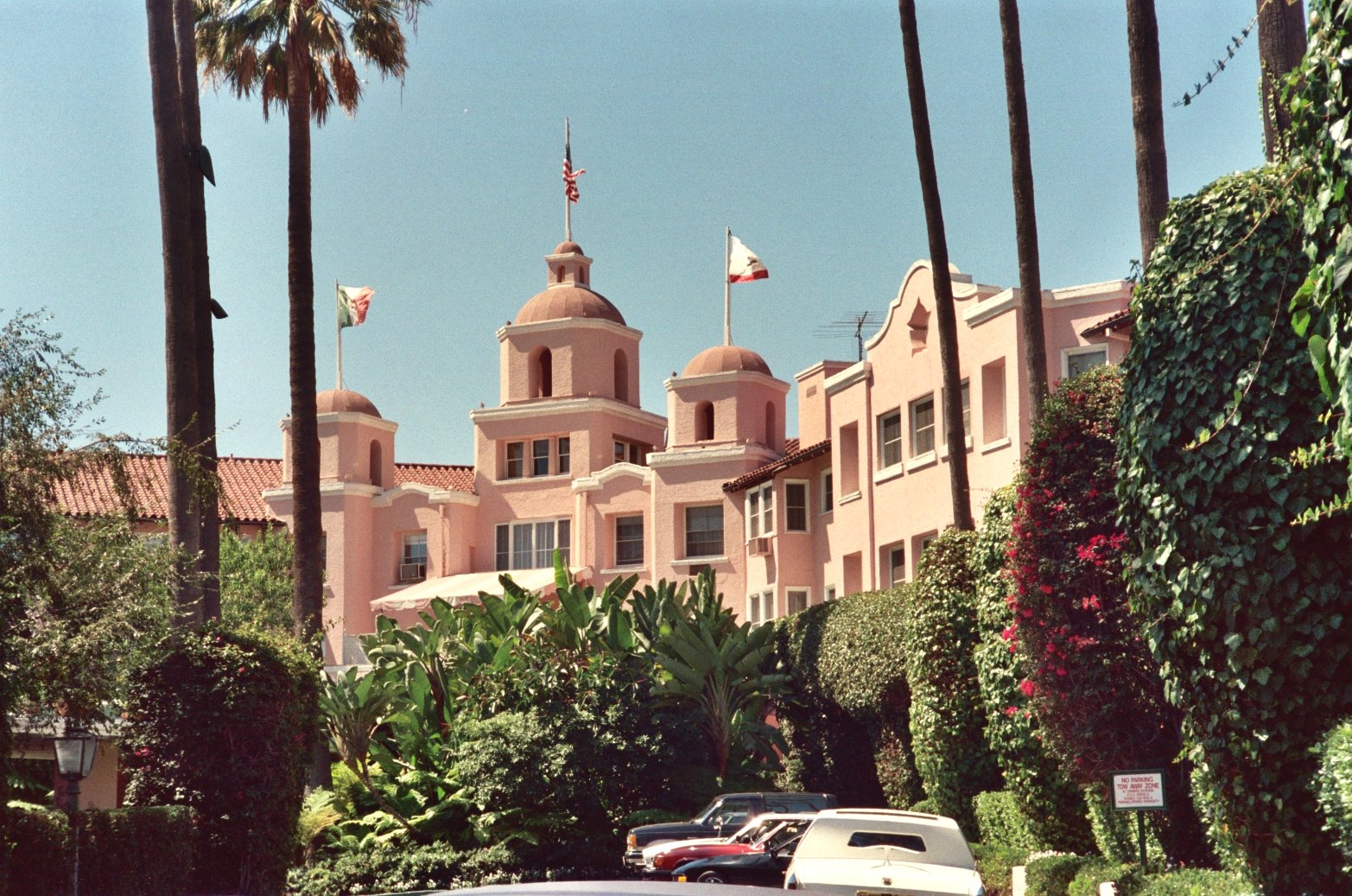
The Beverly Hills Hotel (mostrado aquí en 1989) fue el primer proyecto de construcción sustancial en lo que se convirtió en Beverly Hills.

Beverly Hills es una ciudad ubicada en el condado de Los Ángeles, California, Estados Unidos, que se encuentra al pie de las montañas de Santa Mónica. Está casi completamente rodeada por la ciudad de Los Ángeles, al este limita con la ciudad de West Hollywood y el Fairfax District, al sur colinda con el barrio de Beverlywood y al poniente, con Westwood Village y Century City, que son barrios financieros de la ciudad de Los Ángeles y no ciudades incorporadas. Según la Oficina del Censo de los Estados Unidos, la ciudad tenía en 2020 una población de 32 701 habitantes y una densidad poblacional de 2 212.00 personas por km², lo que suponía un aumento de 1 408 personas con respecto al censo de 2010.
En la cultura popular estadounidense, Beverly Hills ha sido conocida principalmente como un lugar próspero dentro de la aglomeración urbana del Gran Los Ángeles, como lo demuestra el hecho de que tiene los valores de propiedad e impuestos más altos de la zona. Igualmente, Beverly Hills es famosa por su distrito comercial de Rodeo Drive, donde se dan cita muchas marcas de grandes diseñadores; por sus numerosos hoteles y complejos turísticos, como el Beverly Hilton y el Beverly Hills Hotel; y por sus grandes mansiones, en donde viven numerosas celebridades e iconos del mundo del cine y de la música. Además, la ciudad ha aparecido en muchas películas, series de televisión, música y medios de comunicación, tanto en los Estados Unidos como internacionalmente.

## Historia

### Primeros años
Gaspar de Portolá llegó a la zona que más tarde se convertiría en Beverly Hills el 3 de agosto de 1769, viajando por senderos nativos que seguían la ruta actual de Wilshire Boulevard.
El área fue resuelta por María Rita Quinteros de Valdez y su esposo en 1828. Llamaron a sus 4,500 acres (18 km²) de propiedad el Rancho Rodeo de las Aguas.
En 1854, vendió el rancho a Benjamin Davis Wilson (1811–1878) y Henry Hancock (1822–1883). Para la década de 1880, el rancho se había subdividido en parcelas de 75 acres (0,30 km²) y los anglosajones lo habían comprado rápidamente desde Los Ángeles y la costa este.
Henry Hammel y Andrew H. Denker adquirieron la mayor parte y lo usaron para cultivar habas. En este punto, el área era conocida como Hammel y Denker Ranch. Para 1888, Denker y Hammel planeaban construir una ciudad llamada Marruecos en sus propiedades.

### SigloXX
En 1900, Burton E. Green, Charles A. Canfield, Max Whittier, Frank H. Buck, Henry E. Huntington, William G. Kerckhoff, William F. Herrin, W.S. Porter, y Frank H. Balch, formaron la Amalgamated Oil Company, compraron el rancho Hammel y Denker, y comenzaron a buscar petróleo. Sin embargo, no encontraron lo suficiente para explotar comercialmente según los estándares de la época. En 1906, por lo tanto, se reorganizaron como Rodeo Land and Water Company, cambió su nombre a la propiedad «Beverly Hills», la subdividió y comenzó a vender lotes. El desarrollo fue nombrado «Beverly Hills» después de Beverly Farms en Beverly, y debido a las colinas en el área. La primera casa en la subdivisión fue construida en 1907, aunque las ventas se mantuvieron lentas.
Beverly Hills fue una de las muchas comunidades planificadas completamente en blanco que comenzaron en el área de Los Ángeles en esta época. Los pactos restrictivos prohibían a los no blancos poseer o alquilar propiedades a menos que fueran empleados por los residentes blancos. También estaba prohibido vender o alquilar propiedades a judíos en Beverly Hills.
Burton Green comenzó a construirse en The Beverly Hills Hotel en 1911. El hotel se terminó en 1912. Los visitantes atraídos por el hotel se inclinaron a comprar terrenos en Beverly Hills, y en 1914 la subdivisión tenía una población lo suficientemente alta como para incorporarla como una ciudad independiente. Ese mismo año, Rodeo Land and Water Company decidió separar su negocio de agua de su negocio de bienes raíces. La Comisión de Servicios Públicos de Beverly Hills se separó de la compañía terrestre y se incorporó en septiembre de 1914, comprando todos los activos relacionados con los servicios públicos de la Compañía de Agua y Tierras Rodeo.
En 1919, Douglas Fairbanks y Mary Pickford compraron terrenos en Summit Drive y construyeron una mansión, terminaron en 1921 y fueron apodados «Pickfair» por la prensa. El glamur asociado con Fairbanks y Pickford, así como otras estrellas de cine que construyeron mansiones en la ciudad contribuyó a su creciente atractivo.
A principios de la década de 1920, la población de Beverly Hills había crecido lo suficiente como para convertir el suministro de agua en un problema político. En 1923 se propuso la solución habitual, la anexión a la ciudad de Los Ángeles. Hubo una considerable oposición a la anexión entre los residentes famosos como Pickford, Fairbanks, Will Rogers y Rudolph Valentino. La Comisión de Servicios Públicos de Beverly Hills, que también se opuso a la anexión, logró forzar a la ciudad a una elección especial y el plan fue derrotado 337 a 507.
En 1925, Beverly Hills aprobó una emisión de bonos para comprar 385 acres (1,6 km²) para un nuevo campus para UCLA. Las ciudades de Los Ángeles, Santa Mónica y Venice también emitieron bonos para ayudar a pagar el nuevo campus. En 1928, el Beverly Wilshire Apartment Hotel (ahora el hotel Beverly Wilshire Hotel) abrió sus puertas en Wilshire Boulevard, entre las unidades de El Camino y Rodeo, parte del viejo Beverly Hills Speedway. Ese mismo año, el petrolero Edward L. Doheny terminó la construcción de Greystone Mansion, una mansión de 55 habitaciones destinada a ser un regalo de bodas para su hijo Edward L. Doheny, Jr. La casa ahora es propiedad de la ciudad de Beverly Hills.
A principios de la década de 1930, el parque de Santa Mónica fue renombrado como Beverly Gardens y se extendió para abarcar toda la extensión de dos millas (3 kilómetros) del bulevar Santa Mónica a través de la ciudad. The Electric Fountain marca la esquina del bulevar Santa Mónica y Wilshire Blvd. con una pequeña escultura en la parte superior de un Tongva arrodillado en oración. En abril de 1931, se inauguró el nuevo ayuntamiento de Beverly Hills City, de estilo renacentista italiano.
A principios de la década de 1940, los actores y hombres de negocios negros habían comenzado a mudarse a Beverly Hills, a pesar de los convenios que permitían que solo los blancos vivieran en la ciudad. Una asociación de mejoramiento de vecindario intentó hacer cumplir el pacto en la corte. Los acusados incluían luminarias como Hattie McDaniel, Louise Beavers y Ethel Waters. Entre los residentes blancos que apoyaron la demanda contra los negros se encontraba la estrella del cine mudo Harold Lloyd. La NAACP participó en la defensa, que tuvo éxito. En su decisión, el juez federal Thurmond Clarke dijo que era hora de que «a los miembros de la raza negra se les concedan, sin reservas ni evasiones, los derechos plenos que les garantiza la enmienda 14». La Corte Suprema de los Estados Unidos declaró ineludibles los pactos restrictivos en 1948 en Shelley v. Kraemer. Un grupo de residentes judíos de Beverly Hills presentó un informe amicus en este caso.
En 1956, Paul Trousdale (1915–1990) compró los terrenos del Rancho Doheny y los convirtió en Trousdale Estates, convenciendo a la ciudad de Beverly Hills de que lo anexara. En el vecindario han vivido Elvis Presley, Frank Sinatra, Dean Martin, Tony Curtis, Ray Charles, el presidente Richard Nixon y, más recientemente, Jennifer Aniston, David Spade, Vera Wang y John Rich.
Después de la Revolución Islámica de 1979 en Irán, muchos judíos persas se establecieron en Beverly Hills.
A fines de la década de 1990, la Autoridad de Transporte Metropolitano del Condado de Los Ángeles (LACMTA) propuso construir una extensión de la Línea Roja del Metro a lo largo de Wilshire Boulevard y hacia el centro de Beverly Hills, pero la ciudad se opuso.

### SigloXXI
En 2001, LACMTA luego propuso una ruta de tránsito rápido de autobuses por el bulevar Santa Mónica, pero esta ciudad también se opuso y nunca se construyó. Actualmente, este tramo de carretera es servido por autobuses Metro Rapid menos eficientes que usan carreteras preexistentes. Para el año 2010, el tráfico en Beverly Hills y las áreas circundantes se había agravado tanto que la oposición habitual de la ciudad se había volcado en gran medida hacia el apoyo al metro dentro de los límites de la ciudad. Como parte del proyecto Westside Subway Extension, la Línea D del Metro Rail de Los Ángeles se extenderá a través de Beverly Hills, agregando dos estaciones de metro en Wilshire / La Ciénaga y Beverly Drive station para 2027.
En medio de la sequía de 2015, se encontró que Beverly Hills era una de las mayores consumidoras de agua de todo California. Como resultado, el estado les pidió que redujeran su consumo en un 36%, lo que llevó a muchos residentes a reemplazar sus jardines con plantas nativas. Mientras tanto, el gobierno de la ciudad reemplazó la hierba frente al Ayuntamiento con la salvia mexicana.
En septiembre de 2015, la ciudad de Beverly Hills firmó un acuerdo con el Estado de Israel para trabajar juntos en el uso del agua, así como en «ciberseguridad, salud pública, servicios de emergencia, preparación para desastres, seguridad pública, contraterrorismo y arte y cultura».
En julio de 2016, la ciudad de Beverly Hills recibió el Premio Livability de la Conferencia de Alcaldes de los Estados Unidos por su Programa de Embajadores, que se ocupa de la población sin hogar de la ciudad.
El parque comunitario para perros de Beverly Hills se dedicó el 6 de septiembre de 2016.
En noviembre de 2016, el Ayuntamiento de Beverly Hills aprobó una resolución para condenar la decisión tomada por la UNESCO de negar la historia judía del Monte del Templo y el Muro Occidental en Jerusalén, Israel.

## Geografía
Beverly Hills se encuentra ubicada en las coordenadas 33°16′47″N 117°11′37″O / 33.27972, -117.19361. Según la Oficina del Censo, la ciudad tiene un área total de 14,7 km² (5,7 mi²), de la cual 14,7 km² (5,7 mi²) es tierra y 0 km² (0 mi²) (0.0%) es agua.

### Clima
El clima es Mediterráneo con veranos cálidos e inviernos frescos. Los otoños y las primaveras son suaves. Las precipitaciones son bajas, con solo 400 mm de lluvia al año en promedio.
| Parámetros climáticos promedio de Beverly Hills | Parámetros climáticos promedio de Beverly Hills | Parámetros climáticos promedio de Beverly Hills | Parámetros climáticos promedio de Beverly Hills | Parámetros climáticos promedio de Beverly Hills | Parámetros climáticos promedio de Beverly Hills | Parámetros climáticos promedio de Beverly Hills | Parámetros climáticos promedio de Beverly Hills | Parámetros climáticos promedio de Beverly Hills | Parámetros climáticos promedio de Beverly Hills | Parámetros climáticos promedio de Beverly Hills | Parámetros climáticos promedio de Beverly Hills | Parámetros climáticos promedio de Beverly Hills | Parámetros climáticos promedio de Beverly Hills |
| Mes                                             | Ene.                                            | Feb.                                            | Mar.                                            | Abr.                                            | May.                                            | Jun.                                            | Jul.                                            | Ago.                                            | Sep.                                            | Oct.                                            | Nov.                                            | Dic.                                            | Anual                                           |
| ----------------------------------------------- | ----------------------------------------------- | ----------------------------------------------- | ----------------------------------------------- | ----------------------------------------------- | ----------------------------------------------- | ----------------------------------------------- | ----------------------------------------------- | ----------------------------------------------- | ----------------------------------------------- | ----------------------------------------------- | ----------------------------------------------- | ----------------------------------------------- | ----------------------------------------------- |
| Temp. máx. media (°C)                           | 23                                              | 22.8                                            | 25.7                                            | 27.6                                            | 30                                              | 33.9                                            | 36.1                                            | 36                                              | 34.3                                            | 31.4                                            | 28.2                                            | 25                                              | 29.5                                            |
| Temp. mín. media (°C)                           | 12.1                                            | 12.2                                            | 15                                              | 17.5                                            | 19.6                                            | 22.5                                            | 24                                              | 23.8                                            | 21                                              | 18.1                                            | 16.1                                            | 13.1                                            | 17.9                                            |
| Precipitación total (mm)                        | 89                                              | 86                                              | 44                                              | 36                                              | 16                                              | 1                                               | 5                                               | 9                                               | 22                                              | 39                                              | 50                                              | 81                                              | 478                                             |
| [cita requerida]                                |                                                 |                                                 |                                                 |                                                 |                                                 |                                                 |                                                 |                                                 |                                                 |                                                 |                                                 |                                                 |                                                 |

## Demografía
2010
En el censo de 2010, Beverly Hills tenía una población de 34,109. La densidad de población era 5,973.1 personas por milla cuadrada (2,306.2 / km ²). La composición racial de Beverly Hills era la siguiente: 28 112 blancos (82,4%, siendo los blancos no hispanos el 78.6%), 746 afroestadounidenses (2,2%), 48 nativos americanos (0,1%), 3 032 asiáticos (8,9%), 12 isleños del Pacífico (menos del 0,1%), 485 de otras razas (1,4%), y 1 674 de dos o más razas (4,9%). Los hispanos de cualquier raza eran 1 941 personas (5,7%).
La comunidad religiosa más grande son los judíos persas, que representan el 26% de la población de Beverly Hills. La comunidad judía iraní de Beverly Hills, que suman más de 8000, es la mayor de los Estados Unidos.
El censo informó que 33 988 personas (99,6% de la población) vivían en hogares y 121 (0,4%) vivían en alojamientos de grupo no institucionalizados.
Había 14 869 casas, de las cuales 3759 (25,3%) tenían hijos menores de 18 años viviendo en ellos, 6 613 (44,5%) eran parejas de distinto sexo que vivían juntas, 1 354 (9,1%) tenían una mujer como cabeza de familia sin presencia del marido, 494 (3,3%) tenían un hombre como cabeza de familia sin presencia de la esposa. Había 460 (3,1%) parejas de distinto sexo sin estar casadas, y 131 (0,9%) parejas casadas o emparejadas del mismo sexo. 5 400 hogares (36,3%) se componían de un solo individuos y 1 834 (12,3%) tenían a alguna persona anciana mayor de 65 años de edad que vivía sola. El tamaño medio de la casa era de 2.29 integrantes. Había 8 461 familias (56,9% de todas las casas); el tamaño medio de la familia era de 3.05 miembros.
La población estaba distribuida de la siguiente manera: 6 623 personas (19,4%) eran menores de 18 años; 2 526 personas (7,4%) tenían entre 18 y 24 años; 8 540 personas (25,0%) tenían entre 25 y 44 años; 9 904 personas (29,0%) tenían de 45 a 64 años; y 6 516 personas (19,1%) tenían 65 años o más. La mediana de edad fue de 43,6 años. Por cada 100 mujeres hay 84,3 hombres. Por cada 100 mujeres mayores de 18 años, había 80,3 hombres.
Había 16.394 unidades de vivienda con una densidad media de 2.870,9 unidades por milla cuadrada (1.108,5 unidades/km²), de las cuales 6.561 (44,1%) estaban ocupadas por sus propietarios y 8.308 (55,9%) estaban ocupadas por inquilinos. La tasa de vacantes de propietarios era del 2,2%; la tasa de vacantes de alquiler era del 8,0%. 17.740 personas (52,0% de la población) vivían en unidades de vivienda ocupadas por sus propietarios y 16.248 personas (47,6%) vivían en unidades de vivienda de alquiler.
Durante el período 2009-2013, Beverly Hills tenía un ingreso familiar medio de 86.141 dólares, y el 8,8% de la población vivía por debajo del umbral de pobreza federal.
2000
En el censo de 2000, había 33 784 personas, 15 035 casas y 8 269 familias residiendo en la ciudad. La densidad de población era 5,954.0 personas por milla cuadrada (2,300.5 / km ²). Había 15,856 unidades habitacionales en una densidad media de 2,794.4 / mi (1,079.7 / km ²). La distribución por razas era la siguiente: 85.06%, blancos; 1.77%, estadounidenses africanos; 0.13%, nativos americanos; 7.05%, asiáticos; 0.03%, isleños pacíficos; 1.50%, personas de otras razas; 4.46%, personas de dos o más razas. Los hispanos de cualquier raza constituían el 4.63% de la población.
Había 15 035 casas de las cuales el 24.4% tenían niños menores de 18 años viviendo con ellos, el 43.8% era parejas casadas viviendo juntas, el 8.1% tenían un cabeza de familia femenino sin presencia del marido y el 45.0% no formaban familias. El 38.2% de todas las casas estaban formadas por un solo individuo y el 11.3% tienen a alguna persona anciana mayor de 65 años. El tamaño medio de la casa era de 2.24 personas y el tamaño medio de la familia era de 3.02 miembros.
Por edades, la población se distribuía del siguiente modo: un 20.0% tenía menos de 18 años; el 6.3%, entre 18 y 24 años; el 29.3%, de 25 a 44 años; el 26.8%, de 45 a 64 años; el 17.6% tenían 65 años o más. La media de edad era de 41 años. Por cada 100 mujeres había 83,5 hombres. Por cada 100 mujeres mayores de 18 años, había 79,4 hombres.
La renta media para una casa en la ciudad era 70 945 dólares, y la renta media para una familia era 102 611 dólares. Los varones tenían una renta mediana de 72 004 dólares frente a los 46 217 dólares de las mujeres. El ingreso per cápita para la ciudad era 65 507 dólares. Cerca del 7.9% de familias y del 9.1% de la población estaba por debajo de la línea de pobreza. De ellos, el 9.5% eran menores de 18 años y el 7.9%, de 65 años o más.

## Economía
En Beverly Hills se halla la sede de Live Nation Entertainment, una de las 500 mayores empresas estadounidenses, lo que la hace estar en la lista Fortune 500. Desde el 22 de agosto de 2011, la sede de Metro-Goldwyn-Mayer se encuentra en Beverly Hills, cerca de los lotes originales de los estudios principales de Culver City. También tienen su sede en Beverly Hills las agencias de talentos United Talent Agency, William Morris Endeavor, Paradigm Talent Agency, The Gersh Agency y Agency for the Performing Arts.
Anteriormente, Hilton Hotels Corporation tenía su sede corporativa en Beverly Hills. La sede original de GeoCities (en un principio Beverly Hills Internet) estaba en el número 9401 de Wilshire Boulevard en Beverly Hills.
El gran campo petrolífero de Beverly Hills tiene cuatro islas de perforación urbanas, que perforan diagonalmente la tierra debajo de la ciudad. Una isla de perforación ocasionó una demanda en 2003 que representaba a antiguos asistentes de la escuela secundaria de Beverly Hills, aproximadamente 280 de los cuales habían sufrido cánceres supuestamente relacionados con las operaciones de perforación. El sitio de petróleo en los terrenos de la escuela secundaria está en proceso de cierre.

## En la cultura popular
Beverly Hills aparece con frecuencia en la cultura popular como un lugar de riqueza o lujo conspicuos, aunque la demografía real de la ciudad es más compleja. En algunas películas, como Pretty Woman (1990), el rodaje sustancial tuvo lugar en la ciudad; en muchos otros casos, sin embargo, como en Beverly Hills Cop (1984), se muestra poco de beverly Hill, al margen de algunas tomas de lugares emblemáticos como el Hotel Beverly Hills y Rodeo Drive.
En televisión, la escena de los créditos iniciales de The Andy Griffith Show (1960-1968), en la que el sheriff Taylor y Opie llevan cañas de pescar junto a un estanque, se rodó en el embalse de Franklin Canyon al norte de la ciudad, justo al oeste de Coldwater Canyon. La comedia de situación de CBS The Beverly Hillbillies (1962-1971) siguió a una familia de montañeses que se mudaba a Beverly Hills desde los montes Ozarks. La ciudad también aparece en el nombre de una telenovela de la década de 1990, Beverly Hills, 90210, que gira en torno a la vida de los adolescentes que asisten a la ficticia West Beverly Hills High School.
The Real Housewives of Beverly Hills es una franquicia de telerrealidad ambientada en Beverly Hills.

## Educación
El Distrito Escolar Unificado de Beverly Hills (Beverly Hills Unified School District) gestiona las escuelas públicas de la ciudad.

## Ciudades hermanas
La ciudad está hermanada con:
- Cannes, Francia (1986)
- Acapulco, México
- Herzliya, Israel
- Pudong, China

## Galería
|                          |
| Trineo en Beverly Hills. |

|                                     |
| Edificio decorado en Beverly Hills. |

|                |
| Beverly Drive. |